# Steinkreis von Auchagallon
Der Steinkreis von Auchagallon (auch Auchengallon) liegt auf der Westseite der Isle of Arran, die zur schottischen Council Area North Ayrshire gehört.
Auchagallon liegt am Hang oberhalb der flachen Machrie Bay, etwa 30,0 m über dem Meeresspiegel, mit Blick auf die Halbinsel Kintyre und stammt aus der Bronzezeit, etwa aus der Zeit zwischen 2000 v. Chr. und 1200 v. Chr. Im benachbarten Machrie Moor befinden sich sechs weitere Steinkreise.
Der Steinkreis von Auchagallon ist nicht ausgegraben worden. Es kann daher nicht mit Sicherheit gesagt werden ob der aus relativ eng stehenden Steinen gebildete Kreis einen großen Steinhügel (Cairn), umschloss oder ob der Kreis die Einfassung des runden Cairns darstellt. Eine im 19. Jahrhundert erfolgte Grabung im Zentrum des Steinhügels brachte eine Steinkiste ans Licht, die vermutlich ein Grab war. Über Funde und Befunde dieser Ausgrabung ist nichts bekannt.
Der unvollständige Steinkreis von 14,3 m Durchmesser besteht aus 15 aufrecht stehenden Platten, die den großen Cairn eng umgeben. Alle Platten sind aus rotem Sandstein, bis auf zwei aus Granit. Die Steine sind der Höhe nach abgestuft, mit den größeren (bis 2,4 m hohen) auf der westlichen Talseite und den kleineren auf der östlichen Bergseite.
Dies entspricht in einigen Punkten den Recumbent Stone Circles (RSC) auf dem Festland.

Steinkreis von Auchagallon
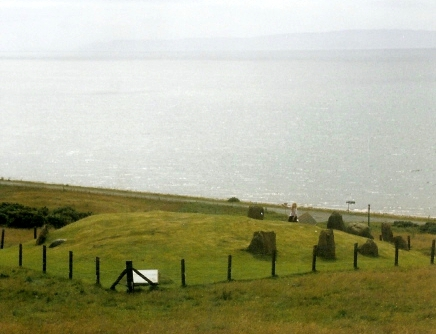
Steinkreis von Auchagallon – Machrie Bucht im Hintergrund
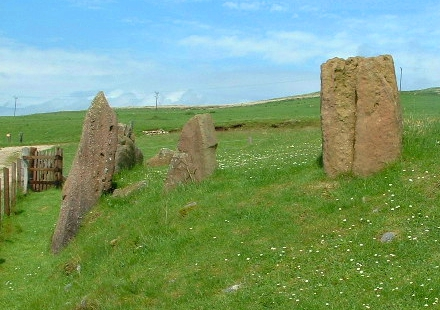
Auchagallon mit Blickrichtung Machrie Bucht
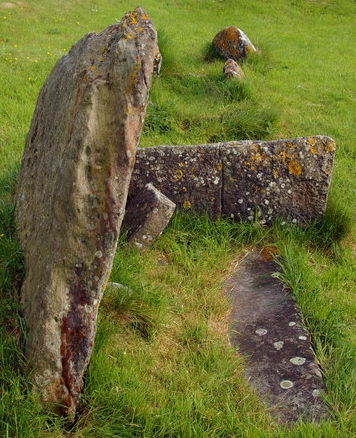
Steinkiste im Steinkreis von Auchagallon